# 阿瑟爾 (堪薩斯州)
阿瑟爾（英語：Athol）是一個位於美國堪薩斯州史密斯縣的城市。

## 地方資料
根據2020年美國人口普查的數據，阿瑟爾的面積為0.48平方千米，當中陸地面積為0.48平方千米，而水域面積為0.00平方千米。當地共有人口41人，而人口密度為每平方千米85.42人。